# مارینا گراند
شهر مارینا گراند (به پرتغالی: Marinha Grande) در مارینا گراند در کشور پرتغال واقع شده‌است. جمعیت این شهر ۲۹٬۱۰۰ نفر است. در تاریخ ۱۹ آوریل ۱۹۸۸ به عنوان شهر شناخته شد.